# Puntlasfrees

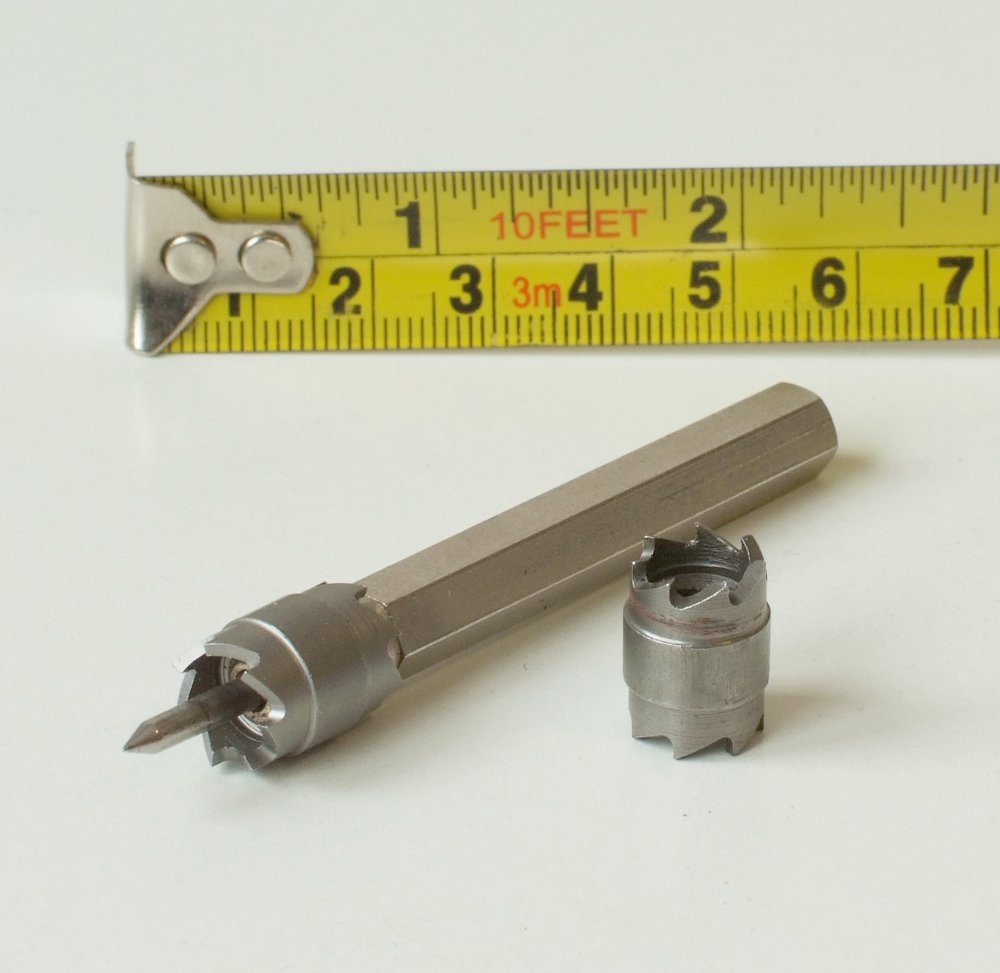
Een puntlasfrees

De puntlasfrees is een variant van de gatenzaag. De puntlasfrees wordt het meest gebruikt in gespecialiseerde garages.

## Toepassing
Automobielen zijn meestal uitgevoerd met een chassis waarop een aantal metalen plaatwerkdelen zijn gemonteerd. Dit plaatwerk is bevestigd en gelast door middel van diverse puntlassen (meestal door een productierobot). Om een auto na een wat grotere plaatwerkschade weer in de oorspronkelijke staat te kunnen brengen, dient het beschadigde plaatwerkdeel gedemonteerd te worden en daarvoor moet men de aanwezige puntlassen verwijderen. Met behulp van een puntlasfrees kunnen deze puntlassen losgeboord worden. Men boort eenvoudig de plaats waar de delen gelast zijn uit, waardoor de afzonderlijke montagedelen weer los van elkaar komen.
Het is van belang om dit te realiseren met behulp van een laagtoerige machine die zo veel mogelijk puntlassen zal losboren zonder de puntlasfrees te behoeven verwisselen. Het economische voordeel bij een grote autoschade, waarbij veel puntlassen losgefreesd moeten worden, is dan aanzienlijk.
Daar het autoplaatwerk nu en in de nabije toekomst steeds harder en vaak relatief dunner zal worden, volstaat een gewone 2-snijdende puntlasfrees hiervoor vaak niet meer. Voor speciaal metaalplaat, onder andere HSS/Boron-plaatdelen, heeft men daarom een speciale 3-snijdende puntlasfrees nodig, die voorzien is van een titaancoating. Deze frezen dienen haaks op de plaat gezet te worden om het afbreken van een of meerdere snijvlakken te voorkomen.
Het nieuwe plaatdeel kan opnieuw bevestigd worden met een puntlasapparaat.